# NGC 742
NGC 742 est une petite galaxie lenticulaire (ou elliptique ?) compacte située dans la constellation des Poissons. NGC 742 a été découverte par l'astronome germano-britannique William Herschel en 1784.

## Caractéristiques
Sa vitesse par rapport au fond diffus cosmologique est de 5 688 ± 31 km/s, ce qui correspond à une distance de Hubble de 83,9 ± 5,9 Mpc (∼274 millions d'al).
En raison d'une brillance de surface égale à 11,69  mag/am2, on peut qualifier NGC 742 de galaxie présentant une brillance de surface élevée.